# Melanogenes
Melanogenes är den biokemiska process varvid melanin bildas i hud, hår och ögon.
Hastigheten på melanogenesen styrs av enzymet tyrosinas, vilken avgör hur aktiva cellerna är att bilda melanin (hudfärgen beror på tyrosinasaktiviteten, inte på mängden melanin). Melaninet bildas av melanocyter i melanosomer, ett slags cytoplasmiska organeller som finns i huden, i hårrötterna och i ögonen.